# Мустафа Мухаммад Абд-аль-Джалиль
Мустафа Мухаммад Абд-аль-Джалиль (араб. مصطفى عبد الجليل‎) (род. в 1952) — ливийский политик, доктор исламского права. С августа 2011 года по август 2012 года являлся фактическим главой Ливии.
В 1970 году Абдель Джалил поступил в университет во втором по численности населения ливийском городе Бенгази, затем вернулся в Аль-Байду, а в 1975 году окончил факультет арабского языка и исламских исследований Ливийского университета (англ. University of Libya), где он специализировался в области права.
По окончании университета Абдель Джалил был назначен помощником секретаря прокурора Аль-Байды. В 1978 году он стал судьей, а в 1996 году советником. В 2002 году Абдель Джалил возглавил апелляционный суд, а вскоре после этого — городской суд Аль-Байды.
10 января 2007 года Абдель Джалил был назначен председателем Главного народного комитета юстиции Ливийской джамахирии. На этом посту он предпринял попытки защитить права ливийцев, чье имущество было конфисковано. Он также осуждал политику активного предоставления ливийского гражданства наемникам из Чада и Нигера. Вскоре после назначения, а затем и в 2009 году Абдель Джалил пытался уйти в отставку в знак протеста против массовой казни заключенных и амнистирования убийц без согласия семей их жертв.
В июле 2007 года Главный народный комитет юстиции под председательством Абдель Джалила пересмотрел дело болгарских медсестёр, которых обвинили в умышленном заражении детей СПИДом и заменил им смертный приговор на пожизненное заключение; 24 июля того же года осужденные были переданы Болгарии.
21 февраля 2011, после начала восстания против режима Муаммара Каддафи, Абдель Джалил заявил об уходе со своего поста.
5 марта 2011 он возглавил Переходный национальный совет, расположенный в Бенгази. Абдель Джалил сделал ряд громких заявлений касательно деятельности режима Каддафи. В частности, он сообщил, что Каддафи лично отдал приказ о взрыве самолета в Локкерби в 1988 году. Кроме того, Абдель Джалил возложил ответственность за массовое заражение детей СПИДом в 1998 году на режим Каддафи; тем не менее, Абдель Джалил дважды оставлял в силе смертный приговор болгарским медсёстрам на постановочном суде, в то же время, сын Муаммара Каддафи Саиф-Аль-Ислам 29 января 2007 года заявил, что отец против казни. Абдель Джалил указал на существование в крупных ливийских городах секретных тюрем, в которых незаконно содержались похищенные спецслужбами люди. Правительство Муаммара Каддафи объявило вознаграждение в 400 тыс. долларов за его поимку.
В мае 2011 г. Абдель Джалил совершил первый зарубежный визит в качестве главы Национального переходного совета, посетив Турцию.
В конце августа 2011 года повстанцы захватили Триполи и объявили Переходный национальный совет единственной легитимной властью в стране. Абдель Джалил заявлял, что все контракты с другими государствами (в том числе и с Россией), которые были заключены прежним правительством, будут оставаться в силе. 23 октября, после убийства Каддафи, Абдель Джалил официально объявил об «освобождении Ливии».
9 августа 2012 года Национальный переходный совет в лице Мустафы Абдель Джалила торжественно передал свои полномочия Всеобщему национальному конгрессу, избранному на парламентских выборах в июле 2012 года.